# Anchesenamon
Anchesenamon, in haar jongere jaren bekend als Anchesenpaäton, was een Egyptische koningin. Zij was de derde dochter van farao Achnaton en diens vrouw Nefertiti en de vrouw van vier verschillende, achtereenvolgende farao's.

## Familie
Volgens de momenteel correct geachte interpretatie van de Egyptische archieven, was Anchesenamon het eerst getrouwd met farao Achnaton (haar vader) en gaf zij, als zijn koningin, op twaalfjarige leeftijd het leven aan prinses Anchesenpaäton Tasjerit.
Na de dood van Achnaton was zij kortstondig getrouwd met farao Smenchkare, waarop ze de vrouw werd van Toetanchaton. Na hun huwelijk besloot het echtpaar om de goden van het Huis van Amon te eren door hun namen te veranderen in Toetanchamon en Anchesenamon. Ondanks verscheidene pogingen kreeg het echtpaar geen kinderen – hun twee dochters kwamen dood ter wereld.
Na de dood van Toetanchamon kwam de troon in handen van de hogepriester Eje, die Anchesenamons vierde echtgenoot werd. Anchesenamon stierf kort na het einde van de regeerperiode van Eje.

## Brief aan Suppiluliuma I
Anchesenamon is vooral bekend om een brief die van haar hand zou zijn, gericht aan koning Suppiluliuma I van de Hittieten. Deze brief, gedateerd op de Amarna-periode en teruggevonden in de hoofdstad van de Hittieten Hattusa, verzoekt Suppiluliuma om een zoon te sturen om het bewind van Egypte over te nemen. Letterlijk:

Mijn man is gestorven en ik heb geen zoons. Van u wordt gezegd dat u veel zonen hebt. U zou mij een van uw zoons kunnen schenken als echtgenoot. Ik zou niet met een van mijn onderdanen willen trouwen.

Het document is uitzonderlijk, want iets dergelijks had nooit eerder plaatsgevonden. Onder meer omdat de Egyptenaren alle buitenlanders als inferieur zagen. Suppiluliuma was dan ook wantrouwig en stuurde eerst een afgezant om de zaak te onderzoeken, maar de hoeveelheid tijd die daarmee gemoeid was, kostte hem de gelegenheid om Egypte aan zijn rijk toe te voegen. Uiteindelijk stuurde hij inderdaad een van zijn zoons, maar deze prins Zannanza werd onderweg vermoord.
Er is nogal wat onenigheid over welke koningin deze ongelofelijke (en wellicht ook schandalige) brief geschreven heeft. Sommigen menen Nefertiti, anderen Anchesenamon. De laatste schijnt echter waarschijnlijker, omdat er na de dood van Toetanchamon geen troonopvolgers meer waren. Achnaton daarentegen liet ten minste twee rechtmatige opvolgers na.
Hoewel het vrij zeker is dat het huwelijk tussen Eje en Anchesenamon bedoeld was als middel om Eje te voorzien van een gerechtvaardigde claim op de Egyptische troon, hebben latere schrijvers de "romance" tussen Anchesenamon en Eje gebruikt als basis voor het verhaal van de film The Mummy.
In 2006 lanceerde egyptoloog Georgeos Díaz-Montexano een theorie, dat een van de mummies uit graf DK 63 toebehoort aan Anchesenamon.

## In de populaire media
- In 2009 speelt de figuur Anchesenamon een rol in de jeugdserie Het Huis Anubis. Hierin wordt ze omschreven als 'De Wraakzuchtige vrouw van Toetanchamon'. Hierin wordt ze afgebeeld als de vrouw die de vrouw van een Arts versteend heeft.
- In het stripboek Papyrus valt Papyrus in de tombe van Toetanchamon. In een visioen verschijnt Anchesenamon aan hem en vertelt over haar jeugd en haar relatie met Toetanchamon.[3]

## Galerij

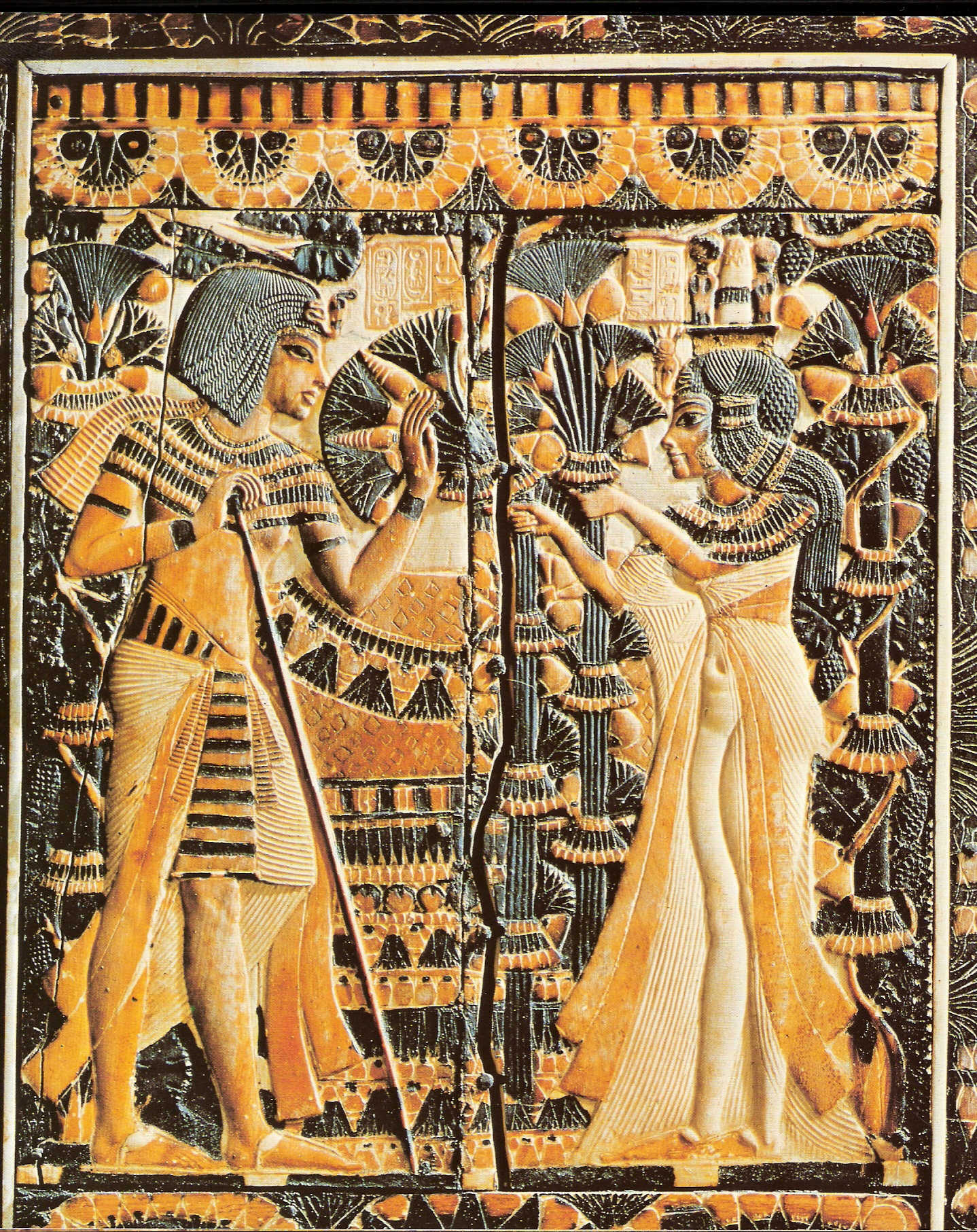
Toetanchamon en Anchesenamon (ca. 1358-1350 v. Chr.), deksel van een kist van ivoor, Egyptisch Museum
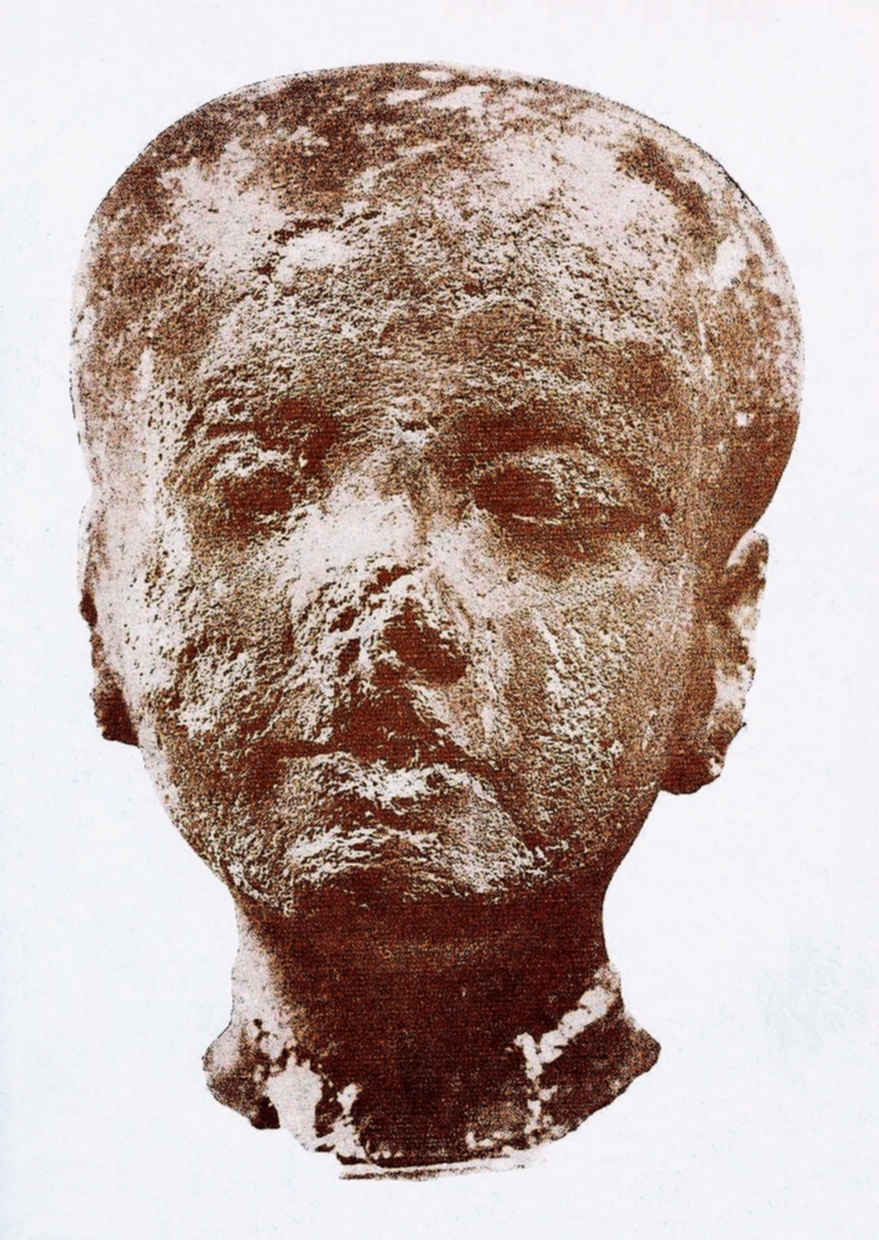
Mogelijk het hoofd van een beeld van Anchesenpaaton (ca. 1330 v. Chr.), MNW
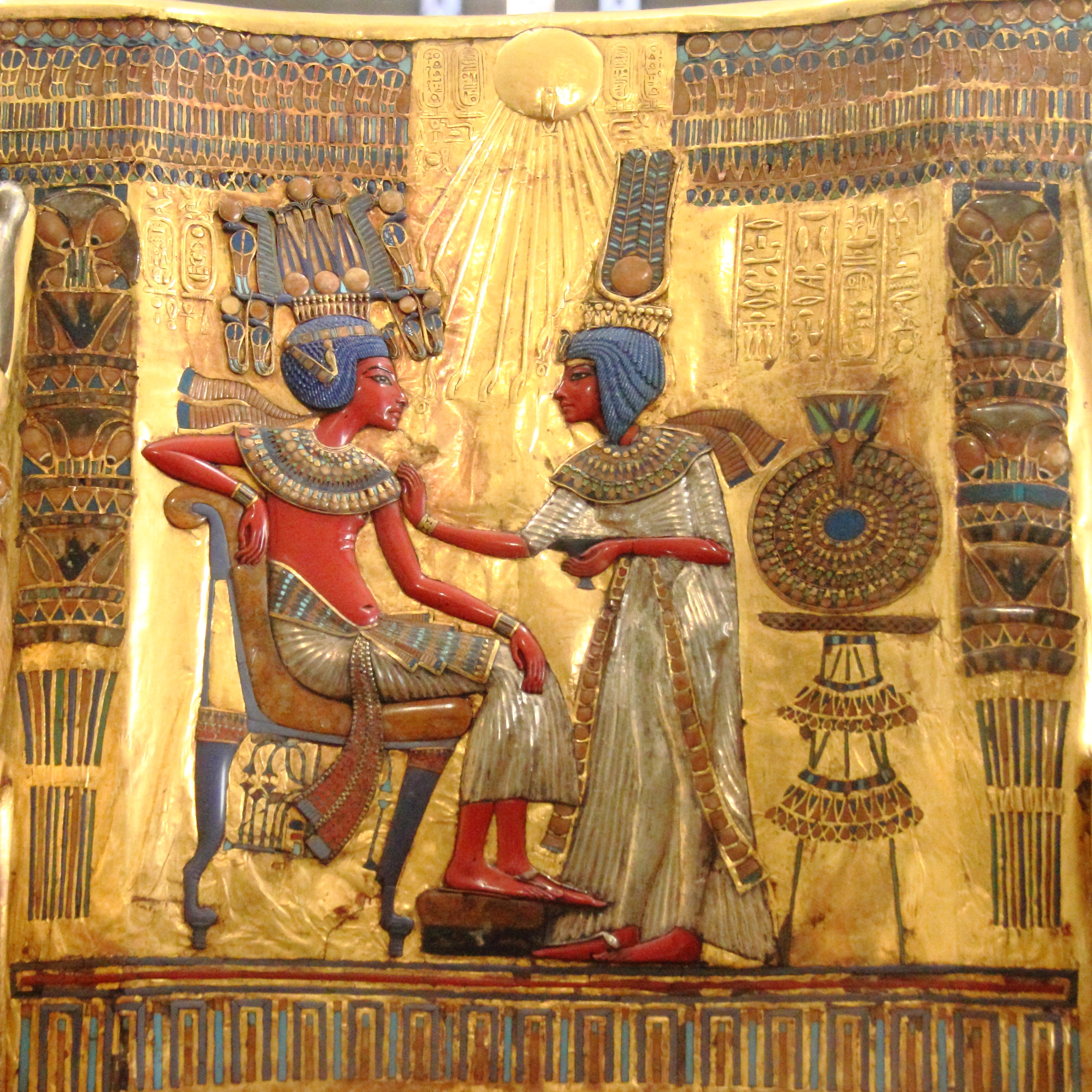
Detail van de troon van Toetanchaton, afgebeeld samen met Anchesenpaaton Egyptisch Museum
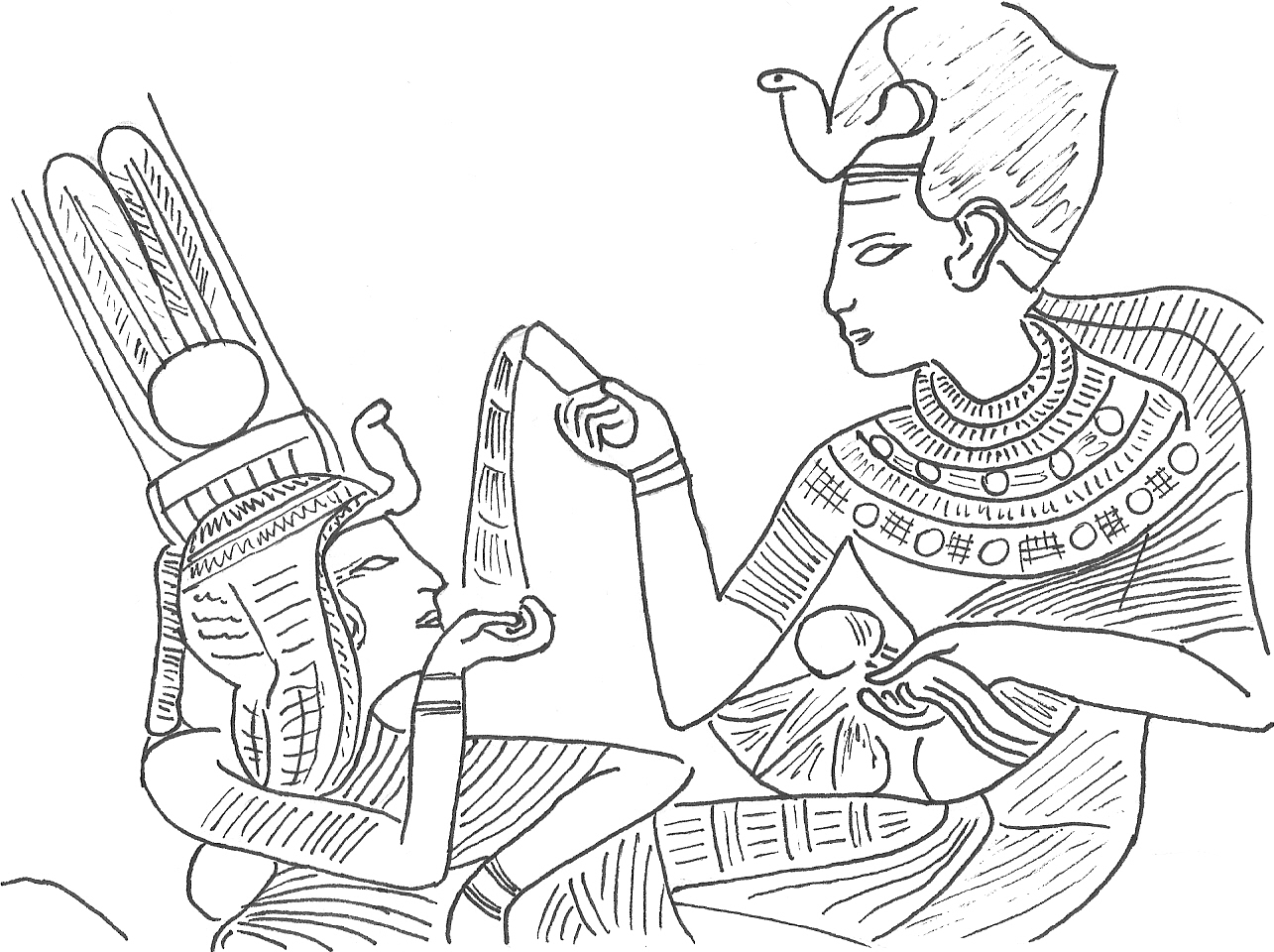
Tekening van een reliëf